# Diocèse de San Andrés Tuxtla
Le diocèse de San Andrés Tuxtla (en latin : Dioecesis Sancti Andreae de Tuxtla ; en espagnol : Diócesis de San Andrés Tuxtla) est un diocèse de l'Église catholique du Mexique, suffragant de l'archidiocèse de Xalapa.

## Territoire

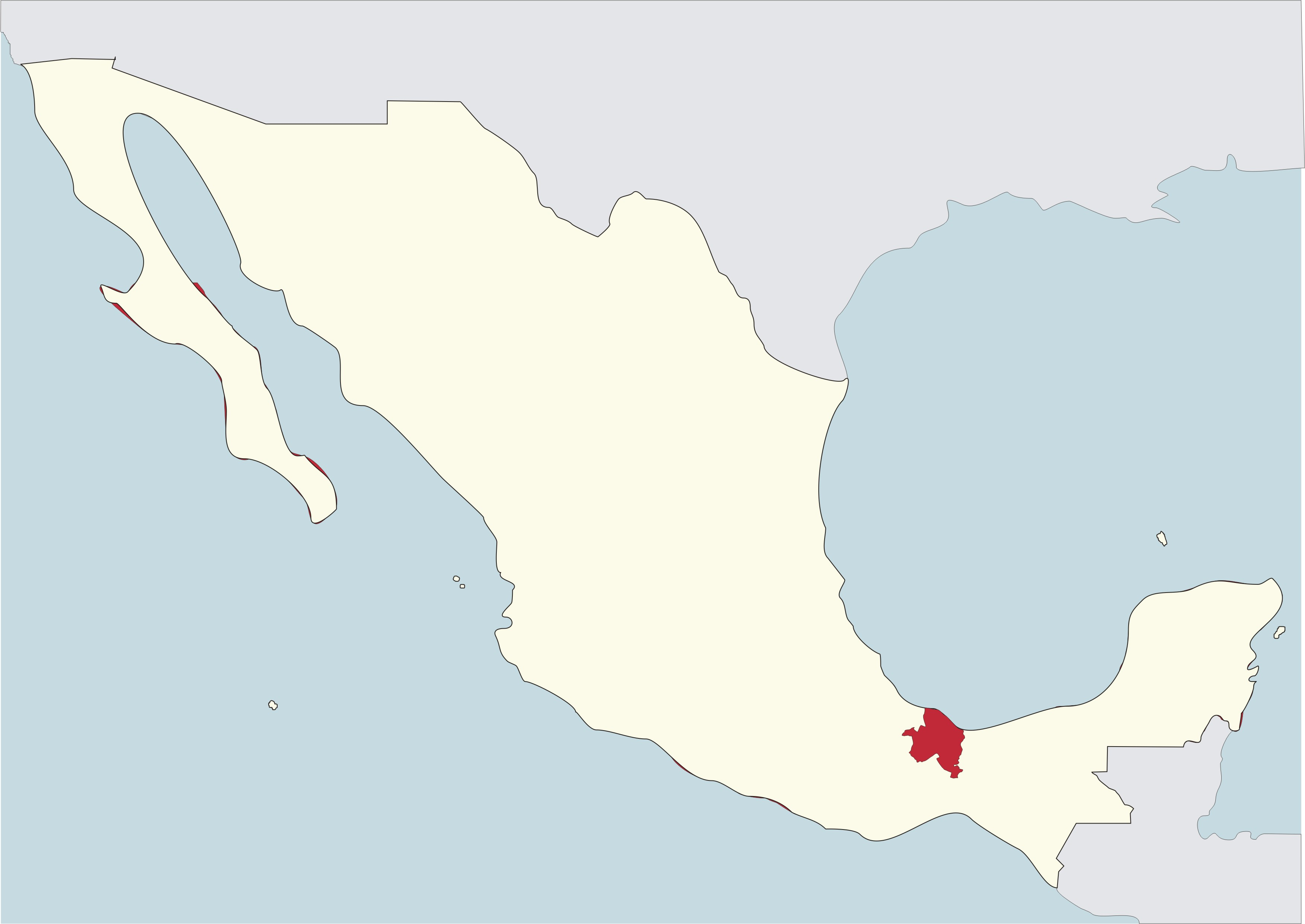
Le diocèse de San Andrés Tuxtla en rouge sur la carte du Mexique

Il comprend 32 municipalités de l'État de Veracruz ce qui correspond à un territoire d'une superficie de 13 495 km2 divisé en 65 paroisses.
Le siège épiscopal est dans la ville de San Andrés Tuxtla où se trouve la cathédrale Saint-Joseph-et-Saint-André (es).

## Historique
Le diocèse est érigé le 23 mai 1959 par la constitution apostolique Quibus christiani du pape Jean XXIII en prenant une partie du territoire du diocèse de Tehuantepec et de l'archidiocèse de Veracruz ou Jalapa (aujourd'hui archidiocèse de Xalapa) dont San Andrés Tuxtla devient suffragant.
Il cède une portion de territoire le 9 juin 1962 pour l'érection du diocèse de Veracruzet le 14 mars 1984 pour la création du diocèse de Coatzacoalcos.

## Évêques
- Jesús Villareal y Fierro (23 mai 1959 - 20 février 1965)
- Arturo Antonio Szymanski Ramírez (21 mars 1965 - 13 août 1968), nommé évêque de Tampico
- Guillermo Ranzahuer González (15 février 1969 - 12 juin 2004)
- José Trinidad Zapata Ortiz (12 juin 2004 - 20 mars 2014), nommé évêque de Papantla
- Fidencio López Plaza (2 mars 2015 - 12 septembre 2020), nommé évêque de Querétaro
- José Luis Canto Sosa, depuis le 14 août 2021